# 首都圏西部大学単位互換協定会
首都圏西部大学単位互換協定会（しゅとけんせいぶだいがくたんいごかんきょうていかい）は、日本の首都圏西部に所在する複数の大学が締結している「相互単位互換制度」を運営している組織である。
当初は単位互換のみであったが、複数の大学が共同で講義を実施するなど制度に広がりを見せており、今後は通信教育の共同実施なども計画されている。

## 加盟校
以下の加盟校は2019年度現在の情報に基づく。

### 大学
- 桜美林大学
- 鎌倉女子大学
- 北里大学
- 国士舘大学
- 相模女子大学
- 松蔭大学
- 高千穂大学
- 玉川大学
- 田園調布学園大学

### 短期大学
- 相模女子大学短期大学部
- 東京立正短期大学